# Imperial Brands
Ne doit pas être confondu avec ITC Limited.
Imperial Brands, précédemment Imperial Tobacco, est l’un des cinq grands groupes de tabac internationaux et le principal fabricant de tabac au Royaume-Uni. Il fabrique et commercialise une large gamme de cigarettes, tabacs à rouler, cigares, papiers et tubes. 
Le groupe a racheté l’allemand Reemtsma Cigarettenfabriken en 2002, le franco-espagnol Altadis en 2008, et une partie de Lorillard en 2015. 
Imperial Tobacco Group est coté à la Bourse de Londres.

## Histoire
Imperial Tobacco a été créé en 1901 par la fusion d'un certain nombre de compagnies britanniques de tabac qui étaient menacées par la concurrence américaine. La première fusion eut lieu entre W.D. & H.O. Wills (en) basé à Bristol et Stephen Mitchell & Son (en), originaire de Glasgow. Le premier président de la compagnie fut William Henry Wills de la compagnie Wills. Les entreprises Lambert & Butler (en), William Clarke & Son (en), John Player & Sons, Franklyn Davey, Edwards Ringer, J & F Bell et F & J Smith se rassemblèrent rapidement autour de celles-ci pour former l'Imperial Tobacco Company.
En 1902, Imperial Tobacco et American Tobacco se mirent d'accord pour former une coentreprise, la British American Tobacco (BAT). Les maisons-mères acceptèrent de ne pas commercialiser leurs produits sur le terrain de leur partenaire. American Tobacco dut vendre ses parts en 1911 du fait de la législation anticoncurrentielle mais Imperial Tobacco conserva des intérêts dans la BAT jusqu'en 1980.
En 1910, Imperial Tobacco a formé ITC Limited.
À partir de 1960, le groupe commença une forte diversification notamment dans l'agroalimentaire, les boissons et les industries de loisirs. Imperial Tobacco fut la cible d’une OPA de la part de Hanson Trust en 1985 qui recentra la société sur son activité première, le tabac. Après dix ans au sein du Groupe Hanson, Imperial Tobacco retrouva son indépendance et fut introduit à la Bourse de Londres.
En 1997, le groupe se porte acquéreur du français Rizla+ (ex-Papeteries Lacroix-Frères), et en 1998 de la division tabac de Jacobs Douwe Egberts et de sa marque Drum. En 2002, Imperial Tobacco acquiert Reemtsma Cigarettenfabriken, groupe allemand d’envergure internationale, propriétaire des marques de cigarettes Davidoff, West et Peter Stuyvesant. 
En 2008, Imperial Tobacco prend le contrôle d'Altadis, groupe franco-espagnol possédant entre autres les marques de cigarettes Gauloises, Gitanes, Royale, Fortuna et News, ainsi que la quasi-totalité du marché de la distribution de cigarettes en France, héritage de la régie nationale Seita. Avec ce rachat, Imperial conforte sa place de quatrième groupe mondial du tabac et devient en 2007 le no 1 mondial du cigare et le no 1 de la logistique de proximité en Europe de l'Ouest et au Maroc.
Le 10 novembre 2009, le groupe annonce la nomination d'Alison Cooper au poste de directrice générale. Alison Cooper, 43 ans, est ainsi la cinquième femme à prendre la tête d’une entreprise du FTSE 100. Alison Cooper rejoint Imperial Tobacco en 1999 où elle réalise un parcours exemplaire au sein du groupe en occupant différents postes de direction et joue un rôle important dans son expansion internationale. Elle succède à Gareth Davis, qui a passé 37 années au sein du groupe. Gareth Davis avait été nommé en 1996 directeur général d'Imperial Tobacco Limited puis directeur général du groupe Imperial Tobacco. Il avait conduit avec succès la scission de l'entreprise avec Hanson et son introduction en bourse à la Bourse de Londres en 1996.
En juin 2014, Imperial Tobacco se sépare de 30 % de Logista, une filiale spécialisée dans la logistique et la distribution, qu'il avait acquise lors de l'achat d'Altadis.
En juillet 2014, Reynolds American procède au rachat de Lorillard pour 25 milliards de dollars et doit, pour faire accepter cette acquisition aux autorités américaines de la concurrence, se séparer des marques Salem, Winston, Kool, Maverick et de la marque de cigarette électronique Blu, qu'Imperial Tobacco acquiert pour un montant de 7,1 milliards de dollars.
En février 2016, Imperial Tobacco change de nom et devient « Imperial Brands ».
En avril 2020, Imperial Tobacco annonce la vente d'une partie de ses activités concernant les cigares notamment sa participation de 50 % dans Habanos, une filiale spécialisée dans les cigares cubains, pour 1,3 milliard de dollars.

## Principales marques de cigarettes
- Brooklyn
- Ducados et Ducados rubio
- Dollars
- Nobel
- Marquise
- Davidoff
- Gauloises
- Marigny
- John Player Special (JPS)
- Parker & Simpsons
- Royale
- Fortuna
- Gitanes
- Fine 120
- Django
- Bastos
- News
- West
- Peter Stuyvesant
- Classic
- Excellence
- Lambert & Butler
- Maxim
- Richmond
- Sonoma
- USA Gold
- Windsor Blue
- Good Look
- Parker & Simpson
- Melia

## Autres produits
Tabac à rouler et feuilles à cigarettes :
- Fortuna
- Drum
- Amsterdamer
- Rizla+
- Golden Virginia
- Skruf

Cigares et cigarillos :
- Cohiba
- Dux
- Montecristo
- Fleur de Savane
- Niñas
- Pléiades
- Fleur de Copan
- Guantanamera
- Vegafina
- José L. Piedra

## Organisation

### Ventes dans le monde
En 2009, Imperial Tobacco a écoulé dans le monde 322 milliards de cigarettes et possédait 56 usines de fabrication.
En Europe, Imperial Tobacco a vendu en 2009 132 milliards de cigarettes, soit 42 % de sa production totale. Le groupe possédait jusqu'à fin 2010 le monopole de la fabrication et de la distribution de tabac au Maroc, acquis par Altadis en 2003. Imperial Tobacco possède une part de marché de 85 % dans ce pays.

### En France
Imperial Tobacco était peu présent sur le marché français avant le rachat d'Altadis en 2008. Ce rachat apporta au groupe six usines en France, ainsi qu'Altadis-Distribution, successeur de la SEITA-distribution, qui possédait l'exclusivité de la distribution de tabac chez les buralistes. Si cette exclusivité est levée aujourd'hui, les autres fabricants n'ont pas investi le secteur de la distribution, et le groupe commercialise toujours la majeure partie du tabac écoulé par les buralistes. Seuls quelques distributeurs spécialisés dans les cigares ou le tabac à pipe sont également présents.
En 2009, Imperial Tobacco possédait 23,9 % du marché des cigarettes en France, avec les marques Gauloises, Fortuna, JPS et Davidoff, ainsi que 23,1 % du marché avec le tabac à rouler Drum et Golden Virginia. Golden Virginia est une marque de tabac à rouler fabriqué en Angleterre par Imperial Tobacco et vendu en Europe. Ce tabac à rouler est fabriqué au Royaume-Uni depuis 1877.[réf. nécessaire]
Entre 2011 et 2017,  Imperial Tobacco ferme les usines de Metz, Strasbourg, Carquefou près de Nantes, et Riom, et les centres de recherche de Bergerac et Fleury-les-Aubrais. En 2018, il ne reste que deux centres de production en France, à Bastia et au Havre,[réf. souhaitée]. 
Quant à Altadis-Distribution, devenue une filiale d'Imperial Tobacco, ses effectifs étaient de 1 300 salariés en 2011, répartis sur six sites principaux, dont certaines sont des anciennes manufactures reconverties en dépôts : Nancy, Le Mans, Colomiers, Lognes, Vitrolles et Mions.

## Actionnaires
| Nom                                   | Actions    | %      |
| ------------------------------------- | ---------- | ------ |
| Capital Research & Management         | 45 322 405 | 4,75 % |
| Woodford Investment Management        | 29 652 757 | 3,11 % |
| The Vanguard Group                    | 26 762 000 | 2,81 % |
| Threadneedle Asset Management         | 22 958 521 | 2,41 % |
| BlackRock Fund Advisors               | 22 915 000 | 2,40 % |
| Independent Franchise Partners        | 22 760 546 | 2,39 % |
| Legal & General Investment Management | 21 710 459 | 2,28 % |
| Invesco Asset Management              | 18 912 846 | 1,98 % |
| FIL Investment Advisors               | 17 632 000 | 1,85 % |
| Orbis Investment Management           | 16 214 000 | 1,70 % |

## Données financières
En 2010, Imperial Tobacco a réalisé un chiffre d'affaires de 20,210 milliards de £ pour un bénéfice après impôt de 3,067 milliards de £.

## Activité de lobbying auprès des institutions de l'Union européenne
Imperial Tobacco est inscrit depuis 2011 au registre de transparence des représentants d'intérêts auprès de la Commission européenne. Le groupe déclare en 2022 pour cette activité quatre collaborateurs et des dépenses d'un montant compris entre 600 000  et   700 000 euros.

## Activité de lobbying auprès des institutions françaises
Pour l'année 2021, la Seita (filiale d'Imperial Tobacco) a déclaré à la Haute Autorité pour la transparence de la vie publique exercer des activités de lobbying en France. Le montant des moyens alloués pour la représentation d’intérêts se situe entre 300 000€ et 400 000€.

## Stratégies contre les objectifs de santé publique
Imperial Tobacco a développé des stratégies agressives au niveau mondial pour empêcher ou ralentir la mise en œuvre d'approches visant à réduire la consommation de tabac, pourtant à l'origine de plus de 8 millions de morts par année. Imperial Tobacco a aussi été pointé du doigt pour des approches marketing ciblant spécifiquement les femmes et les jeunes filles et pour ses actions qui ont favorisé la contrebande de leurs produits .

## Filiales
- Société d'exploitation industrielle des tabacs et des allumettes (Seita)
- Reemtsma
- Société ivoirienne de tabac (SITAB)
- Société centrafricaine de cigarettes (SOCACIG)
- Manufacture burkinabe de cigarettes (MABUCIG)
- Société marocaine des tabacs
- Manufacture des cigarettes du Tchad
- Société nationale de tabacs et allumettes du Mali (SONATAM)